# Division 1 1989-90
La Division 1 1989-90 fue la 51.ª temporada del fútbol francés profesional. Olympique de Marseille resultó campeón con 53 puntos, obteniendo su sexto título.

## Equipos participantes
| Equipo                 | Ciudad        | Estadio                 |
| ---------------------- | ------------- | ----------------------- |
| AJ Auxerre             | Auxerre       | L'Abbé-Deschamps        |
| FCG Bordeaux           | Burdeos       | Jacques Chaban-Delmas   |
| Stade Brest            | Brest         | Francis-Le Blé          |
| SM Caen                | Caen          | De Venoix               |
| AS Cannes              | Cannes        | Pierre de Coubertin     |
| Lille OSC              | Lille         | Grimonprez Jooris       |
| Olympique de Lyon      | Lyon          | Gerland                 |
| Olympique de Marseille | Marsella      | Vélodrome               |
| FC Metz                | Metz          | Saint-Symphorien        |
| AS Monaco FC           | Mónaco        | Luis II                 |
| Montpellier HSC        | Montpellier   | La Mosson               |
| FC Mulhouse            | Mulhouse      | De l'Ill                |
| FC Nantes              | Nantes        | La Beaujoire            |
| OGC Nice               | Niza          | Du Ray                  |
| Paris Saint-Germain    | París         | Parque de los Príncipes |
| RC Paris               | París         | Yves-du-Manoir          |
| AS Saint-Étienne       | Saint-Étienne | Geoffroy-Guichard       |
| FC Sochaux-Montbéliard | Sochaux       | Auguste Bonal           |
| Sporting Toulon Var    | Tolón         | Bon Rencontre           |
| Toulouse FC            | Toulouse      | Stadium de Toulouse     |

## Tabla de posiciones
| Pos. | Equipo              | Pts. | PJ | G  | E  | P  | GF | GC | Dif. | Clasificación                                |
| ---- | ------------------- | ---- | -- | -- | -- | -- | -- | -- | ---- | -------------------------------------------- |
| 1    | Marseille (C)       | 53   | 38 | 22 | 9  | 7  | 75 | 34 | +41  | Clasificado a la Copa de Campeones de Europa |
| 2    | Bordeaux            | 51   | 38 | 22 | 7  | 9  | 51 | 25 | +26  | Clasificado a la Copa de la UEFA             |
| 3    | Monaco              | 46   | 38 | 15 | 16 | 7  | 38 | 24 | +14  | Clasificado a la Copa de la UEFA             |
| 4    | Sochaux-Montbéliard | 43   | 38 | 17 | 9  | 12 | 46 | 39 | +7   |                                              |
| 5    | Paris Saint-Germain | 42   | 38 | 18 | 6  | 14 | 50 | 48 | +2   |                                              |
| 6    | Auxerre             | 41   | 38 | 14 | 13 | 11 | 49 | 40 | +9   |                                              |
| 7    | Nantes              | 40   | 38 | 13 | 14 | 11 | 42 | 34 | +8   |                                              |
| 8    | Lyon                | 39   | 38 | 14 | 11 | 13 | 43 | 41 | +2   |                                              |
| 9    | Toulouse            | 38   | 38 | 13 | 12 | 13 | 39 | 39 | 0    |                                              |
| 10   | Brest               | 38   | 38 | 15 | 8  | 15 | 39 | 44 | −5   |                                              |
| 11   | Cannes              | 36   | 38 | 12 | 12 | 14 | 44 | 50 | −6   |                                              |
| 12   | Toulon              | 35   | 38 | 12 | 11 | 15 | 35 | 50 | −15  |                                              |
| 13   | Montpellier         | 34   | 38 | 12 | 10 | 16 | 49 | 48 | +1   | Clasificado a la Recopa de Europa            |
| 14   | Metz                | 34   | 38 | 8  | 18 | 12 | 33 | 36 | −3   |                                              |
| 15   | Saint-Étienne       | 34   | 38 | 11 | 12 | 15 | 38 | 46 | −8   |                                              |
| 16   | Caen                | 34   | 38 | 12 | 10 | 16 | 34 | 48 | −14  |                                              |
| 17   | Lille               | 33   | 38 | 12 | 9  | 17 | 43 | 52 | −9   |                                              |
| 18   | Nice                | 31   | 38 | 9  | 13 | 16 | 34 | 48 | −14  | Acceso a promoción de permanencia            |
| 19   | RC Paris (D)        | 30   | 38 | 10 | 10 | 18 | 39 | 59 | −20  | Descenso a Division 2                        |
| 20   | Mulhouse (D)        | 28   | 38 | 9  | 10 | 19 | 42 | 58 | −16  | Descenso a Division 2                        |

 Fuente: footballdatabase.eu

## Resultados
| Local \ Visitante   | AUX | BOR | BRE | CAE | CAN | LIL | LYO | MAR | MET | MOC | MOT | MUL | NAT | NIC | PSG | RCP | STE | SOC | TON | TOL |
| ------------------- | --- | --- | --- | --- | --- | --- | --- | --- | --- | --- | --- | --- | --- | --- | --- | --- | --- | --- | --- | --- |
| Auxerre             | —   | 1–1 | 3–1 | 3–0 | 1–0 | 3–0 | 0–1 | 0–2 | 1–1 | 0–0 | 2–1 | 3–1 | 0–0 | 1–0 | 2–0 | 2–0 | 2–1 | 1–1 | 2–0 | 2–2 |
| Bordeaux            | 0–1 | —   | 3–0 | 2–1 | 2–0 | 3–1 | 2–0 | 3–0 | 1–0 | 0–0 | 2–0 | 1–0 | 3–0 | 3–0 | 3–0 | 4–0 | 1–0 | 1–0 | 2–1 | 2–1 |
| Brest               | 2–1 | 2–0 | —   | 2–1 | 2–0 | 1–0 | 0–2 | 2–1 | 2–0 | 1–1 | 1–1 | 2–0 | 3–2 | 3–0 | 0–1 | 2–0 | 0–0 | 1–0 | 2–1 | 0–0 |
| Caen                | 1–0 | 1–0 | 2–1 | —   | 1–0 | 2–0 | 1–1 | 0–2 | 1–0 | 1–1 | 3–2 | 1–0 | 2–0 | 1–1 | 2–0 | 1–0 | 3–2 | 1–1 | 2–2 | 0–1 |
| Cannes              | 2–2 | 3–0 | 1–1 | 3–1 | —   | 3–0 | 2–1 | 2–2 | 1–0 | 0–0 | 1–1 | 4–1 | 2–1 | 1–0 | 3–1 | 3–1 | 0–0 | 1–1 | 0–0 | 2–2 |
| Lille               | 2–1 | 0–1 | 1–2 | 1–0 | 2–1 | —   | 0–0 | 2–0 | 2–1 | 1–1 | 1–0 | 1–1 | 1–0 | 1–1 | 2–0 | 2–1 | 2–2 | 5–0 | 3–0 | 3–0 |
| Lyon                | 1–1 | 0–0 | 4–0 | 2–1 | 0–1 | 2–1 | —   | 1–4 | 0–0 | 0–2 | 3–1 | 3–1 | 0–0 | 2–0 | 1–2 | 1–1 | 0–0 | 0–4 | 3–2 | 3–0 |
| Marseille           | 1–1 | 2–0 | 1–0 | 1–1 | 1–0 | 4–1 | 0–1 | —   | 2–1 | 2–2 | 2–0 | 3–1 | 1–0 | 3–0 | 2–1 | 4–1 | 2–0 | 6–1 | 3–0 | 6–1 |
| Metz                | 2–1 | 0–0 | 1–1 | 0–0 | 2–2 | 1–1 | 2–3 | 3–2 | —   | 1–0 | 1–0 | 1–1 | 1–1 | 0–0 | 0–1 | 0–0 | 1–0 | 2–0 | 0–0 | 3–0 |
| Monaco              | 2–4 | 2–0 | 2–0 | 2–1 | 0–0 | 1–1 | 1–0 | 1–3 | 1–0 | —   | 1–0 | 0–0 | 0–0 | 1–0 | 2–0 | 4–0 | 0–0 | 2–1 | 2–1 | 2–0 |
| Montpellier         | 1–0 | 1–2 | 1–1 | 5–1 | 4–1 | 5–0 | 2–0 | 1–1 | 1–2 | 0–0 | —   | 3–3 | 2–1 | 1–0 | 2–0 | 2–1 | 3–3 | 2–0 | 3–0 | 1–0 |
| Mulhouse            | 1–2 | 0–0 | 2–0 | 0–0 | 1–0 | 2–1 | 4–4 | 1–2 | 2–2 | 1–1 | 2–0 | —   | 0–2 | 1–0 | 1–0 | 4–2 | 1–2 | 1–2 | 4–0 | 1–0 |
| Nantes              | 2–1 | 2–1 | 1–0 | 0–0 | 1–0 | 1–0 | 2–1 | 0–0 | 0–0 | 0–0 | 1–1 | 3–2 | —   | 2–2 | 0–1 | 5–1 | 2–0 | 0–1 | 4–0 | 0–1 |
| Nice                | 1–1 | 1–0 | 0–1 | 1–0 | 2–0 | 1–1 | 1–0 | 1–1 | 0–0 | 1–0 | 3–0 | 2–0 | 1–2 | —   | 3–3 | 2–0 | 1–3 | 2–4 | 1–2 | 1–1 |
| Paris Saint-Germain | 1–1 | 1–1 | 3–1 | 3–1 | 5–1 | 2–1 | 0–1 | 2–1 | 1–0 | 2–1 | 2–1 | 1–0 | 2–2 | 2–1 | —   | 1–2 | 2–0 | 1–0 | 1–1 | 0–1 |
| RC Paris            | 3–1 | 1–3 | 1–1 | 0–0 | 3–2 | 2–0 | 0–1 | 1–1 | 1–1 | 0–0 | 0–0 | 2–1 | 2–1 | 5–1 | 2–2 | —   | 3–0 | 1–1 | 0–2 | 1–0 |
| Saint-Étienne       | 4–1 | 1–1 | 2–0 | 0–0 | 1–0 | 2–1 | 1–0 | 0–0 | 4–3 | 0–2 | 1–0 | 3–0 | 0–0 | 0–0 | 1–2 | 0–1 | —   | 0–2 | 1–2 | 0–3 |
| Sochaux-Montbéliard | 0–0 | 2–0 | 1–0 | 5–0 | 3–0 | 1–0 | 1–0 | 0–2 | 0–0 | 1–0 | 3–1 | 0–0 | 1–3 | 1–1 | 1–0 | 2–0 | 2–3 | —   | 1–0 | 1–0 |
| Toulon              | 1–0 | 0–2 | 2–0 | 2–0 | 0–1 | 1–1 | 1–1 | 0–4 | 1–1 | 2–0 | 3–0 | 2–1 | 0–0 | 1–1 | 0–3 | 1–0 | 2–0 | 2–1 | —   | 0–0 |
| Toulouse            | 1–1 | 0–1 | 2–1 | 2–1 | 4–0 | 3–1 | 0–0 | 2–1 | 2–0 | 0–1 | 0–0 | 3–0 | 1–1 | 0–1 | 4–1 | 1–0 | 1–1 | 0–0 | 0–0 | —   |

### Promoción de permanencia
| Equipo 1      | Agr. | Equipo 2 | Ida | Vuelta |
| ------------- | ---- | -------- | --- | ------ |
| RC Strasbourg | 3–7  | OGC Nice | 3–1 | 0–6    |

- OGC Nice permaneció en Division 1

Promovidos de la Division 2, quienes jugarán en la Division 1 1990/91:
- AS Nancy: Campeón de la Division 2, ganador de la Division 2 grupo A
- Stade Rennais: Subcampeón, ganador de la Division 2 grupo B

## Goleadores
| #  | Jugador           | Nacionalidad   | Club                   | Goles |
| -- | ----------------- | -------------- | ---------------------- | ----- |
| 1  | Jean-Pierre Papin | Francia        | Olympique Marseille    | 30    |
| 2  | Kálmán Kovács     | Hungría        | Auxerre                | 18    |
| 3  | Robby Langers     | Luxemburgo     | OGC Nice               | 17    |
| 4  | Miloš Bursać      | RFS Yugoslavia | Sporting Toulon Var    | 16    |
| 5  | Ramón Díaz        | Argentina      | AS Monaco FC           | 15    |
| -  | Fabrice Divert    | Francia        | SM Caen                | 15    |
| 7  | Klaus Allofs      | Alemania       | Bordeaux               | 14    |
| -  | Piet Den Boer     | Países Bajos   | Bordeaux               | 14    |
| -  | Jean-Marc Ferreri | Francia        | Bordeaux               | 14    |
| -  | Aziz Bouderbala   | Marruecos      | RC Paris               | 14    |
| 11 | Guy Mengual       | Francia        | AS Cannes              | 13    |
| 12 | Laurent Blanc     | Francia        | Montpellier HSC        | 12    |
| -  | Eugène Kabongo    | Zaire          | Olympique Lyonnais     | 12    |
| -  | Franck Priou      | Francia        | FC Mulhouse            | 12    |
| -  | Alberto Márcico   | Argentina      | Toulouse FC            | 12    |
| 16 | Enzo Francescoli  | Uruguay        | Olympique Marseille    | 11    |
| -  | Enzo Scifo        | Bélgica        | Auxerre                | 11    |
| 18 | Éric Cantona      | Francia        | Montpellier HSC        | 10    |
| -  | Philippe Tibeuf   | Francia        | AS Saint-Étienne       | 10    |
| -  | Gérard Buscher    | Francia        | Stade Brest            | 10    |
| -  | Zlatko Vujović    | RFS Yugoslavia | Paris Saint-Germain FC | 10    |